# 杜爾西布爾
杜爾西布爾是尼泊爾的城鎮，位於該國西南部，由藍毗尼省負責管轄，處於博克拉西南面約160公里，海拔高度675米，機場位於鎮中心以南約2公里，2011年人口51,537。
28°07′40″N 082°17′44″E / 28.12778°N 82.29556°E

## 外部連結
- UN map of the municipalities of Dang Deokhuri District （页面存档备份，存于）